# Grippe aviaire
 (octobre 2017).

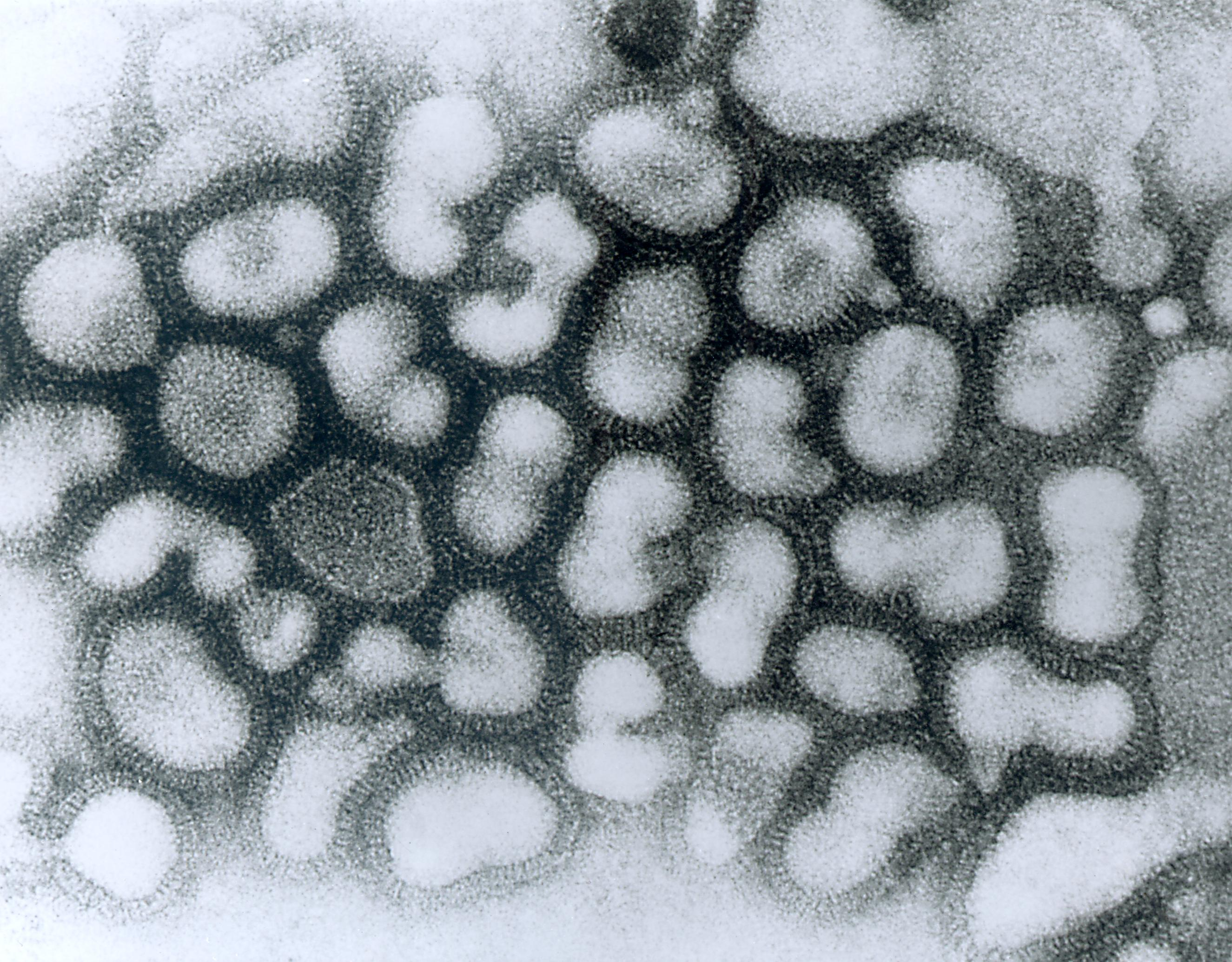
Influenza A au microscope électronique
(Source : Dr Erskine Palmer, Centers for Disease Control and Prevention Public Health Image Library).

La grippe aviaire, également connue sous le nom d'influenza aviaire ou anciennement de peste aviaire, provoquée par des souches A du virus grippal, est une maladie infectieuse affectant les oiseaux. L’infection peut causer toutes sortes de symptômes chez les oiseaux, depuis une maladie bénigne, qui passe souvent inaperçue, jusqu’à une maladie rapidement mortelle qui peut provoquer de graves épidémies.
Le terme désigne différentes formes de la maladie causée par le virus de la grippe infectant les oiseaux sauvages et les oiseaux domestiques.
Cette affection est transmissible entre volailles et plus rarement à des mammifères (dont le porc, à la fois réceptif aux virus grippaux aviaires et aux virus grippaux humains), mais elle est habituellement difficilement transmissible et inoffensive pour l'humain. Certaines espèces d'oiseaux, en particulier certains canards, en sont souvent porteurs asymptomatiques.
En 2004, une souche du virus A/H5N1 hautement pathogène (IAHP) est mise en avant en raison de son danger et du risque de transmission à l'humain.
Ce virus a également été dépisté chez un petit nombre d'espèces mammifères, dont les humains, les rats et les souris, les belettes et les furets, les porcs, les chats et les chiens. Selon les plus récentes données scientifiques, le risque de transmission de l'influenza aviaire d'un mammifère domestique à un humain est très faible, cependant, le gouvernement canadien encourage les propriétaires à prendre des mesures de précaution afin de se protéger et de protéger leurs animaux de compagnie.
En 2024, des cas de grippe aviaire hautement pathogène A(H5N1) affectent des vaches laitières et causent des dizaines de cas humains dont un mort aux États-Unis et font redouter un risque pandémique potentiel même si aucun cas de transmission interhumaine n'est relevé. Par ailleurs, un premier cas humain de grippe A(H5N2) est relevé au Mexique. En Asie, des décès humains causés par des souches A(H9N2) sont signalés,.

## Histoire
Les données scientifiques et historiques sont rares avant la fin du XIXe siècle (1880).
Certaines épidémies ont décimé de vastes populations d'oiseaux domestiques, de pigeons ou de volailles. Dans 3 cas au moins, les chroniqueurs ont noté une mortalité conjointe humaine et animale dès 1200 av. J.-C. On ne connaît pas d'importantes pandémies grippales humaines qui auraient touché tous les continents avant celle de 1918.
Les descriptions antiques ou médiévales ne permettent donc pas d’identifier la peste aviaire avec certitude. Les chroniqueurs ont cependant gardé la trace d’épizooties parfois impressionnantes dont l’étude rétrospective peut être utile à la compréhension de l’écoépidémiologie de la grippe à virus Influenza A, B ou C.
Peu d’indices permettent de quantifier le nombre d’oiseaux d’élevage ou sauvages morts ou malades, mais des textes évoquent des hécatombes d’oiseaux sauvages, la disparition des chants des coqs, le silence qui remplaçait les chants des oiseaux, et surtout la puanteur des cadavres.
Ces indices rapportés à quelques reprises, surtout en Europe au XVIIe siècle et plus encore au XVIIIe siècle laissent penser que des quantités très importantes d’oiseaux ont été touchées par ces épizooties.

### Premières descriptions de grippe animale
Les chroniqueurs de l'Antiquité en ont conservé la mémoire, pour quelques épisodes marquants de mortalité conjointe humaine, du bétail, et d’oiseaux sur le continent européen :
- en 1200 av. J.-C. ;
- en 430 av. J.-C. (« Peste d’Athènes ») ;
- en 218 av. J.-C. ;
- en 43 av. J.-C. (décrite par Virgile).

### Mortalités aviaires
De nombreux chroniqueurs du Moyen Âge, et dès le VIIe siècle, ont rapporté des épisodes de mortalité aviaire massive chez les volailles (ou pigeons, probablement souvent domestiqués ou semi-domestiqués).
- en 671 : mortalité épidémique massive de différentes espèces de basse-cour en Angleterre ; mais concomitante à une mortalité massive d’oiseaux sauvages « les oiseaux petits et grands tombaient morts (…) et c’est à peine si l’on pouvait encore voir une pie, une corneille ou un autre oiseau » rapportait un chroniqueur de Magdeburg ;
- en 1578 : Ce sont les poules qui meurent à Paris ;
- en 1614 : Une épidémie tue les hommes en Bohême, alors que les poules qui « se réunissaient à 6 ou 7, mettaient les têtes ensemble, tombaient à terre et mouraient »[8] ;
- en 1656, c’est une « énorme mortalité de pélicans aux Antilles »[8] qui impressionne les Antillais ;
- en 1714 : les pigeons de Paris sont décimés par « petite vérole ». On décide de les tuer tous, croyant « qu’ils transportaient le virus chez les hommes et les brebis »[8] ;
- de 1718 à 1721 : les oies sont décimées en 1718 et 1719 en Silésie, avec des symptômes qui touchent aussi les cigognes qui meurent en masse en 1721 (les cadavres des gros oiseaux sont faciles à voir, peut-être y a-t-il eu aussi des mortalités chez de petits oiseaux ?) Notons que cet épisode correspond à la fin d’une guerre de deux ans (la troisième) de l'Autriche contre les Turcs de 1716 à 1718.
- en 1720 : les oies trop nombreuses, gâtant les pâtis et les prés par leur déjections, causent une grande mortalité chez les bestiaux. Par arrêt de la police locale, il est défendu à chaque ménage de Dombrot-sur-Vair (dans les Vosges) de nourrir plus de 12 oies outre les oisons, et de les conduire et garder dans les versaines, sous peine d’une amende de 5 fr. barrois.
- en 1763 : épizootie aviaire dans toute l’Europe, attribuée à la fièvre aphteuse ;
- en 1769 : dans le Hanovre, les oies sont décimées ;
- en 1774 : selon la Gazette de la santé (février), 600 oies ont été trouvées mortes sur les berges de la Meurthe en Lorraine (après des diarrhées et vertiges) ;
- en 1783-84, de nombreux fermiers en Amérique du Nord sont touchés par une très grosse épizootie qui justifiera l’abattage de 11 millions de poulets, chiffre énorme pour l’époque[9] ;
- en 1789 : une grave épizootie (maladie infectieuse avec lésions de appareils respiratoire et de l’intestin) touche cette fois les poules d’Italie du Nord[8] ;
- en 1830 : nouvelle épizootie européenne, attribuée au choléra humain ;
- de 1830 à 1831 : des vagues de mortalité aviaire (attribuée au choléra humain) se succèdent dans toute l’Europe, à partir du duché de Poznen en Pologne (pour les cas les plus graves)[8] : « les premières attaquées furent, en général, les oies, puis les canards et les dindons, les dernières les poules. Il y en avait qui avaient la diarrhée, ils commençaient à boiter (…) ne purent plus marcher, se reposaient sans pouvoir se relever (…) et moururent subitement (…) La maladie touche aussi les canards sauvages du lac de Golpo ».
- En 1831, la maladie gagne la Moravie et la Silésie : « les poules, les canards et les oies furent subitement attaqués (…), devinrent tristes, ne mangèrent plus, la tête s’enfla, devint bleue et bientôt la mort entra » ;
- en 1841 : « une quantité inouïe de canards sauvages, la plupart morts, furent rejetés par la mer aux côtes du départ des Landes (…), la masse totale des oiseaux pris pouvait monter à 20 000 »[8] ;
- de 1880 à 1900 : vagues successives de mortalité chez la volaille, souvent attribuables à la peste aviaire vraie ;
- en 1948 : cas très probables de peste aviaire en France (poules, dindons et canards).

### Explications données par les chroniqueurs médiévaux
Concernant les mortalités d’oiseaux sauvages, faute de connaître les modes d'action et de transmission des virus, et peut-être au vu des symptômes hémorragiques ou des œdèmes, les auteurs contemporains de ces mortalités aviaires les ont souvent attribuées à des guerres opposant des oiseaux d’espèces différentes ou d’une même espèce.
- Ainsi en 571 dans A General Chronological History of the Air, on lit que « le 24 septembre, il y eut un grand combat et une hécatombe d’oiseaux sauvages ».

- En Irlande, les Annals of Clonmacnoise gardent la mémoire d’une bataille dans laquelle en l’an 942, les mouettes et les corneilles se seraient entretuées. Ce sont les corneilles (corbeaux ?) qui ont perdu, laissant des milliers de cadavres sur le terrain (mais peut-être les cadavres de mouettes mortes en mer n’ont pas ou peu été retrouvés) : « on assista à une querelle entre les oiseaux marins et terrestres à Clonvicknose, au cours de laquelle ce sont les corbeaux qui furent massacrés ». Corneilles et corbeaux mangent volontiers les cadavres d’autres animaux ou des oiseaux malades et peuvent ainsi s’infecter.

- En 1366, en Angleterre, selon Short, une supposée guerre aviaire aurait opposé des moineaux, et suscité une épidémie humaine : « Cette année, survint aussi une grande querelle entre moineaux, qui tourna en une bataille rangée au cours de laquelle d’innombrables combattants perdirent la vie. Il s’ensuivit une importante mortalité chez les êtres humains, dont beaucoup furent trouvés morts le matin, alors qu’ils s’étaient couchés en bonne santé la veille »[10].

- En Italie, les chroniqueurs décrivent une guerre généralisée opposant cette fois de nombreuses espèces d’oiseaux, suivie d’une puanteur telle que les habitants ont dû provisoirement quitter la région (on ne peut être certain qu’il s’agit de la peste aviaire, mais des mortalités importantes ont marqué les chroniques de ces époques).

Les dates de toutes ces « batailles » ont été relevées par Fleming.
Dans ces derniers cas, l’influenza aviaire hautement pathogène (IAHP) peut être suspectée au vu des symptômes et de certaines caractéristiques écoépidémiologiques, en particulier avec des épizooties commençant chez les oies ou les canards dont on sait aujourd’hui qu’ils sont très susceptibles au virus. Le cygne ne semble pas évoqué, ou peu, mais peut-être ses populations étaient elles déjà décimées par la chasse.
Dans deux cas, les chroniqueurs eux-mêmes notent une concomitance entre épizootie aviaire et épidémie humaine :
- en 1366 en Angleterre chez des oiseaux sauvages ;
- puis 248 ans plus tard (en 1614) en Bohême chez des volailles.

### Histoire récente
Dès 2003, certains ont volontiers incriminé les migrations aviaires comme vecteur principal de diffusion de la maladie, mais ceci n'était et ne reste qu'une hypothèse. En 2003, la FAO écrivait : « Aucune évidence jusqu'ici n'indique que les oiseaux sauvages sont la source des présentes éruptions épizootiques du virus hautement pathogène de la grippe aviaire H5N1. Les oiseaux sauvages ne doivent pas être éliminés ». Les faits récents, dont l'épizootie roumaine de début juin 2006 montre l'importance de l'élevage industriel comme facteur de risque quand les mesures de biosécurité ne sont pas respectées.
En 2004, une souche H5N1 du virus est mise en avant en raison de son danger et de sa transmissibilité à l'humain.
À l'heure actuelle, on n'a observé que des reproductions d'oiseau à humain qui restent rares. Toutefois l'OMS craint que le virus ne mute, créant ainsi une pandémie hautement mortelle. Entre 2003 et 2012, 573 cas d'infections humaines par le virus H5N1 ont été relevés, dont près de 60% ont été mortels. Cependant, une estimation du nombre réel de personnes infectées est délicat et le taux de mortalité fait l'objet de recherches. Début 2009, ce virus reste actif chez les oiseaux, essentiellement en Asie du Sud-Est, et le risque d'une pandémie est toujours présent.
En 2020, 46 départements français présentent un risque « élevé » et doivent prendre des mesures pour protéger les élevages de volailles.
En janvier 2021 en France, malgré une conséquente modernisation des élevages et la mise en place de protocoles sanitaires sévères, à la suite notamment d'une crise similaire ayant eu lieu en 2016 aux graves conséquences économiques, le Sud-Ouest et ses élevages de canards sont une nouvelles fois gravement touchés par une souche de type H5N8 d'une virulence rarement observée, et la maladie se répand à nouveau rapidement malgré l'abattage de centaines de milliers de canards. Les autorités craignent de devoir recourir à un abattage massif comme 4 ans auparavant, quand 25 millions de canards avaient été abattus, occasionnant 350 millions d'euros de dédommagements. La Chine a immédiatement cessé les importations de foie gras en provenance de France et le Japon celles en provenance des Landes, où cette nouvelle épidémie s'est d'abord concentrée. On y dénombrait le 11 janvier 119 foyers de grippe parmi les 127 recensés, soit déjà 2 fois plus qu'une semaine auparavant,. Les autorités décident de tuer préventivement 2,5 millions de volailles en janvier 2022.
Fin octobre 2022, le député du Maine-et-Loire Philippe Bolo (MoDem) est nommé corapporteur de la mission d’information sur « la grippe aviaire et son impact sur les élevages ».
En novembre 2022, trente-six foyers de la maladie sont recensés dans des sites d'élevage industriel de volailles français, comme dans la Sarthe ou l'Indre ; des milliers d'animaux sont euthanasiés,.
En Angleterre, le confinement des oiseaux domestiques et des volailles est rendu obligatoire à partir du 7 novembre pour lutter contre la propagation du virus.
Deux salariés agricoles sont atteints par la maladie en Espagne dans un élevage de volailles en 2022.
L'épidémie de l'automne 2022 est la plus importante que l'Europe ait connu avec près de 400 foyers.
Sur la saison 2022/2023, le Japon connaît sa pire épizootie de grippe aviaire jamais enregistrée, avec plus de 10 millions de volailles abattues en date du 10 janvier 2023, dont plus de 90 % de poules pondeuses. Cela entraine une forte hausse du prix des œufs, qui passe de 150 à 260 yens le kilo en un an.
En janvier 2024, la grippe aviaire atteint l'Antarctique et au moins deux manchots ont succombé au virus H5N1, les scientifiques redoutent « un des plus gros désastre écologique des temps modernes ». En janvier et février 2025, une expédition inspecte 27 sites côtiers de la péninsule Antarctique pour y prélever des échantillons sur les animaux et tester les carcasses : le virus est trouvé dans 24 de ces sites, affectant 13 espèces d'oiseaux et de mammifères.

## Classement du virus
Le virus grippal Influenza est classé en fonction du type de deux de ses protéines de surfaces, en 144 combinaisons possibles (16 hémagglutinines × 9 neuraminidases). Ces 144 sous-types semblent tous pouvoir infecter toutes les espèces d'oiseaux, et actuellement six d'entre eux (H1Nx, H2Nx ou H3Nx, ou HxN1 ou HxN2) ont des caractéristiques leur permettant d'infecter plus facilement l'humain, situation qui peut évoluer si le virus mute. Chaque sous-type peut se décliner en de nombreux variants, plus ou moins pathogènes.

## Symptômes et pathogénicité

### Symptômes
Les symptômes sont peu spécifiques et par exemple proches de ceux de la maladie de Newcastle. Si l'infection n'est pas totalement asymptomatique, dans le cas d'une influenza « faiblement pathogène », avec des variantes selon la souche virale et le degré de résistance immunitaire des oiseaux infectés, les symptômes sont chez la volaille des comportements généraux modifiés (« frilosité, tassement des oiseaux, dépression, sous-consommation d’aliment et d’eau de boisson, plumage ébouriffé »), des troubles respiratoires (larmoiement, écoulement nasal, sinus infra-orbitaires gonflés, toux, râles plus ou moins sévères, pouvant parfois conduire à une suffocation mortelle). Des diarrhées sont possibles. Les pondeuses voient leur productivité chuter brutalement (de 5 à 20 % pour les poules, de 30 à 80 % pour les dindes, et le nombre d’œufs malformés ou décolorés augmente).
Les souches FP (faiblement pathogènes) tuent de 2 à 3 % des volailles infectées ; 2 à 3 % des poulets industriels, mais en cas de co-infections bactériennes ou virales jusqu'à plus de 40 % chez les jeunes dindonneaux (de moins de 35 jours) et jusqu’à 20 % chez les dindes reproductrices.
Les souches HP (hautement pathogènes) induisent les mêmes symptômes mais beaucoup plus sévères, avec éventuellement pétéchies et hémorragies généralisées à tous les organes, œdèmes de la tête et du cou (visibles) et des poumons (moins visibles). Si la souche est très contagieuse, ou que les conditions se prêtent à la contagion, jusqu'à 100 % (en 48 à 72 h) d'un cheptel peut alors mourir. La mort peut aussi être brutale et sans signe clinique l'annonçant.
Plus que chez la dinde, on observe parfois aussi chez la pintade des signes neurologiques (torsion du cou, torticolis, paralysie de membres…). Une forme respiratoire d'influenza correspond à l'infection des ratites.

### Pathogénicité
La pathogénicité varie selon les sous-type viraux, les époques et les animaux ou personnes concernées.
Au début du XXIe siècle, selon le bilan de l'OMS (au 27 février 2014), les deux grippes aviaires les plus pathogènes et létales pour l'être humain ont été induites par :
- le virus H5N1 – 59 % de mortalité pour 603 cas confirmés dont 356 sont décédés[28] ;
- le virus H7N9 – 32 % de mortalité pour 365 cas confirmés dont 116 sont décédés ; à partir de premiers décès repérés en avril 2013 à Shanghaï[28].

## Transmission du virus

### Transmission à la faune sauvage
L'Organisation des Nations unies pour l'alimentation et l'agriculture a publié, en août 2006, une étude présentant les modalités supposées de contamination de la faune sauvage par la grippe aviaire avant la migration des oiseaux :
- matières infectées : œufs, sous-produits de l’aviculture, carcasses disponibles dans l'environnement ;
- matières fécales infectées, utilisées comme engrais ou épandues ou perdues dans les marais, rizières ou cours d’eau à partir de drains issus d’élevages avicoles ;
- excréments infectés passivement apportés dans les zones humides via les cours d’eau, notamment via les inondations ou l’irrigation ;
- il pourrait exister une contamination par d’autres oiseaux ou des « espèces relais » (espèces sauvages, ou commensaux de l’humain tels que rongeurs, rats et souris notamment souvent présents dans les élevages avicoles[30]) qui pourraient constituer un relais de contamination. Il s’agirait d’espèces qui peuvent chercher à manger dans les élevages et passer du temps dans des milieux plus naturels ;
- infection d’oiseaux sauvages dans les rizières là où on a fait passer des canards contaminés pour qu’ils s’y nourrissent.

Des mouches à viande pourraient être vecteur du virus,.
Pour devenir pandémique, le virus est supposé passer (en mutant) par un hôte intermédiaire plus proche de l'humain (comme le porc). Le chat pourrait être un des intermédiaires possibles. Il semble que dans de rares cas un virus aviaire (autre que H5N1) puisse aussi directement infecter l'humain.

### Transmission de la grippe aviaire à l'humain
Le cas de l'humain contaminé par l'animal est réputé le plus fréquent, tout en restant rare. Il est apparu par exemple que l'épizootie due au virus H5N1 a, de 2004 à 2007, durement frappé les oiseaux, et surtout des volailles, mais seulement quelques centaines d'humains. Ces humains avaient dans la plupart des cas été en contact étroit ou prolongé avec des volailles touchées par une épizootie qui évolue en panzootie (fin juillet 2006, 58 pays ou territoires ont notifié des infections d'oiseaux sauvages ou d'élevage par le virus H5N1 sur trois continents). Au Cambodge, une fillette meurt de la grippe aviaire en février 2023, et son père est testé positif. C'est le deuxième cas de contamination humaine dans ce pays depuis 2014.

### Transmission entre animaux
La transmission de la grippe entre animaux est supposée la plus commune entre volailles, oiseaux d’agrément et oiseaux sauvages, et possible dans les deux sens. Le passage de l’oiseau à d’autres espèces est mal connu, mais on en connaît quelques exemples.

## Lutte contre la maladie

### Facteurs de risques
Les facteurs de risque immédiat ont été largement surestimés[Quand ?] par les pays riches. Ils pouvaient être liés à la stratégie de détection et de lutte contre une pandémie / manque de vaccin, à une faible réactivité, à une préparation insuffisante, à un manque d'antiviraux et/ou une monothérapie (un seul médicament, pour un virus qui a la réputation de muter facilement) et des facteurs contextuels et de long et moyen terme.

### Facteur d'émergence
L'émergence de la maladie peut être due à des facteurs écologiques, agropastoraux, agroindustriels et zootechniques, des facteurs démographiques, des impasses, du phénomène de résurgence de virus anciens, des délais de détection d'un nouveau sous-type de virus de grippe A et de la qualité et pertinence du suivi épidémiologique.

### Position de l'OMS
L'Organisation mondiale de la santé (OMS) craignait que la grippe aviaire, si elle concernait les humains, puisse d'une panzootie évoluer en pandémie susceptible de tuer jusqu'à 100 millions de personnes parmi plusieurs milliards de malades. D'autres évaluations envisageaient de 7,4 à 320 millions de morts en un à deux voire trois ans, selon que la morbidité du virus serait semblable à celle des pandémies de 1957 ou 1968 (très faible mortalité), ou comparable à celle de 1918. (Ces données sont obtenues en multipliant les évaluations de la mortalité due à la grippe espagnole par le facteur correspondant à l'augmentation de la population depuis 88 ans).
Pour limiter le problème du manque de vaccin en cas de pandémie, en mai 2007, il a été annoncé que six pays (Brésil, Inde, Indonésie, Mexique, Thaïlande et Viêt Nam), recevraient jusqu'à 2,5 millions de dollars du Japon et des États-Unis (financement immédiat) pour lancer l'industrie de production locale de vaccins.
Entre 2005 et 2014, le virus H5N1 a fait l'objet de nombreuses mesures de lutte. Il n'a finalement pas muté pour s'adapter aux tissus humains ou acquérir une forte contagiosité interhumaine. Le risque pandémique ne s'est pas exprimé : au 31 décembre 2008, on ne comptait « que » 248 morts, mais en 2014, le virus H5N1 circule encore et fait donc l'objet d'une veille sanitaire, tout comme d'autres virus de l'Influenza A aviaire qui pourraient par recombinaison génétique devenir Hautement pathogène pour l'Homme (ou des animaux d'élevage).
Sur la base de preuves scientifiques,, l’EPA a enregistré le peroxyde d’hydrogène et l’acide peracétique comme produits actifs contre le virus. La méthode de prévention avec du peroxyde d’hydrogène est simple : vaporiser la solution diluée sur les surfaces potentiellement infectées. Contrairement à l’hypochlorite et au dioxyde de chlore, le peroxyde d’hydrogène dilué est un agent antimicrobien non toxique. De plus, le peroxyde d’hydrogène peut également être préparé dans des zones reculées pour répondre à la demande locale de prévention virale.

### Moyens de protection

#### Masques
Il n'existe que deux types de masques protégeant du virus de la grippe aviaire. Il s'agit des modèles filtering face-piece particules FFP2 et FFP3. Un masque de protection n'offre une protection efficace que s'il est bien utilisé, notamment au niveau de l'étanchéité par rapport au visage.

#### Vaccins et traitements

##### Humain
Normalement, la grippe aviaire ne touche pas l’humain. Mais il est arrivé que des souches hautement pathogènes provoquent une maladie respiratoire grave chez l’être humain. Dans la plupart des cas, les personnes contaminées avaient eu des contacts rapprochés avec des volailles infectées ou avec des objets contaminés par leurs déjections.
Malgré les recherches et quelques promesses, en 2022, aucun vaccin contre la grippe aviaire pour l’homme n'a été mis au point et commercialisé.
Le vaccin ordinaire contre la grippe saisonnière hivernale ne serait d'aucune efficacité contre le H5N1 directement, mais éviterait les recombinaisons dans le cadre d'une grippe classique opportuniste, ce qui en augmenterait le facteur aggravant, tout en augmentant sa contagiosité.
Un vaccin a été mis en place contre l'influenza aviaire H5N1 mais il n'est pas accepté par la population qui l'accuse de donner la maladie[réf. nécessaire].
Dans ces conditions, les seules mesures barrières disponibles sont, dans l'attente d'une nouvelle campagne de prévention, les masques et les médicaments anti-viraux (Tamiflu ou Relenza) qui ne pourraient pas guérir la maladie elle-même, mais pourraient réduire la gravité des symptômes et ralentir la propagation du virus.

##### Animal
Habituellement les oiseaux ne sont pas vaccinés, le respect des recommandations officielles suffisant à contenir la propagation de ce type de virus, dans les élevages, notamment. Pourtant depuis 2003 des vaccins pour les oiseaux ont été mis au point. En 2004, une commission d'experts vétérinaires recommande la vaccination des volailles d'élevage dans les zones concernées par les épidémies, avec « des vaccins inactivés homologues ou hétérologues exclusivement ». En décembre 2005, l'Union européenne approuve « la vaccination des volailles comme mesure de prévention à court terme, voire à long terme », pour l'Italie, la France et les Pays-Bas.
En 2023, deux vaccins testés sur des canards destinés à produire du foie gras se révèlent concluants selon l'ANSES, ouvrant la voie à une vaccination nationale en France.

## Conséquences de lapanzootie

### Coût de la pandémie
Avec l'industrialisation, la mondialisation économique des filières et le développement de la chaîne du froid, ces coûts augmentent. La majorité des cas cliniques concernent des oiseaux d'élevage et surtout la dinde, puis la poule et moindrement d'autres espèces (caille/perdreau, canards, oies, autruche). Ce sont donc ces filières qui subissent le contrecoup économique, mais également les filières d’abattage, de transports ou de production et fourniture d’aliments des volailles.

#### Quelques dates et chiffres indicatifs
- Une épizootie très meurtrière a sévi de 1983-1984 aux États-Unis (Pennsylvanie) avec le H5N2 à l'origine de l'abattage de 17 millions de volailles pour un coût de 60 millions de dollars et les pertes indirectes de plus de 100 millions de dollars.
- Dix ans plus tard, en 1994, la maladie fut constatée au Pakistan (H7N3, 2 millions de volailles mortes), et au Mexique (H5N2) avec 26 millions de volailles mortes.
- En 1997, la Pennsylvanie à nouveau avec une autre type (H7N2) et 1 million de volailles mortes.
- Puis Hong Kong (H5N1, 1,4 million de volailles mortes, coût 94 millions de dollars HK).
- Une épizootie a sévi entre 1999 et 2001 en Italie (H7N1, plus de 12 millions de volailles mortes, pour un coût de 200 M€ au moins).
- En 2002, le Chili (H7N3) et Hong-Kong (H5N1) ont été contaminés.
- En 2003, une épizootie particulièrement grave a touché les Pays-Bas (H7N7, plus de 13 millions de volailles mortes) puis la Belgique et l'Allemagne.
- Enfin, c'est l'Asie du sud est qui est touchée par H5N1 qui semble devenu endémique et s'étend vers la Chine et la Russie, puis la Turquie, Crimée, Chypre et l'Europe de l'Ouest, l'Afrique, l'Inde et le Moyen-Orient… en 2005 et début 2006.

### Scénario possibles
Trois principaux scénarios sont évoqués pour une mutation permettant une pandémie :
- passage et adaptation par les suidés sauvages (sanglier en Europe) ou d'élevage : l'organisme du porc (mais d'autres espèces pourraient aussi être concernées) possède des récepteurs cibles à la fois des virus aviaires et des virus humains. Il peut donc contracter les deux virus simultanément et ainsi constituer un creuset dans lequel les deux virus peuvent mélanger leurs gènes et donner naissance à un nouveau virus pouvant infecter l'homme et contre lequel personne n'aurait de défense immunitaire. Les deux épidémies de grippe de 1957 et de 1968 découlaient probablement de ce processus. Elles ont causé plus de 1,5 million de morts. En août 2004, des scientifiques chinois avaient annoncé lors de la Conférence internationale sur la prévention de la grippe aviaire et du SRAS que la souche virale H5N1 avait été déjà détectée chez des porcs chinois, mais ceux-ci n'étaient pas infectés par la grippe « humaine » ;
- passage et adaptation chez l'homme par contact prolongé : après un contact prolongé et récurrent avec l'homme, le virus pourrait muter peu à peu (glissement génétique) en une autre souche transmissible d'homme à homme. Des mesures rigoureuses de protection sanitaire devraient limiter ce dernier risque en supprimant ce contact récurrent. C'est pourquoi certains préfèrent désigner la grippe aviaire sous le terme « peste aviaire » ou « influenza aviaire », le terme « grippe » restant réservé aux variantes adaptées à l'homme (bien qu'elles puissent aussi parfois toucher le porc, le chat ou d'autres espèces) ;
- passage et adaptation à l'homme du virus en région arctique où la consommation de viande crue d'animaux est une tradition vivante : dans ces régions dépourvues de bois, de fruits et de légumes la consommation de viande crue (plus riche en vitamines) est une tradition. Les êtres vivants en haut de la pyramide que sont les humains, les phoques et certains cétacés consomment des oiseaux susceptibles ou que l'on sait porteurs de H5N1 (exemple oie des moissons). On sait que ces mammifères sont potentiellement sensibles au H5N1. On a de plus, noté lors des pandémies précédentes que les populations esquimaudes et Inuits ont été particulièrement affectées, notamment en pourcentage de la population tuée par le virus[41],[42].

À ce jour et depuis le début des années 2000, d'importantes mesures préventives sont prises dans le monde, sous l'égide de l'OMS ; et aucun de ces scénarios n'a eu lieu (ni pandémie ni épidémie comparable à la grippe de 1957 ou celle de 1968). 
En 2025, la situation des États-Unis est cependant préoccupante : depuis 3 ans, le virus H5N1 s'y étend dans les élevages (158 millions de dindes, de poulets et, surtout, de poules pondeuses éliminées). En outre, Robert Francis Kennedy Jr. (ministre de la Santé nommé par Donald Trump) inquiète les experts en suggèrant de laisser le virus circuler dans les élevages de volaille pour y identifier les oiseaux immunisés ; une idée qui est reprise par Brooke Rollins (secrétaire d'État à l'Agriculture) qui estime que des agriculteurs seraient prêts à tester cette approche dans un cadre sécurisé. Cette idée suscite de vives critiques chez les médecins, vétérinaire et écoépidémiologistes. En effet les virus grippaux produisent spontanément de nombreux variants mutés ; et quand ils sont hautement pathogènes, ils tuent la grande majorité, voire toutes les volailles infectées des poulailler. D'éventuels survivants peuvent alors transporter (et/ou produire) des variants mutants dotés nouvelles caractéristiques les rendant encore plus contagieux et/ou plus létaux et/ou plus transmissibles à d'autres espèces. C'est ce qui a notamment déjà conduit à des infections bovines aux États-Unis depuis 2024. Plus de 90 millions d'oiseaux ont été touchés dans ce pays où les volailles d'élevages industriels sont particulièrement pauvres du point de vue de leur diversité génétique, ce qui réduit fortement les chances d'y trouver des individus résistants, et ces derniers peuvent s'avérer être des porteurs sains. De telles pratiques risqueraient d'aggraver les risques environnementaux, la souffrance animale et la transmission à d'autres espèces, comme les bovins, porcs, chats, chiens et humains.

## Mobilisation face à la pandémie

### Estimation de la future pandémie

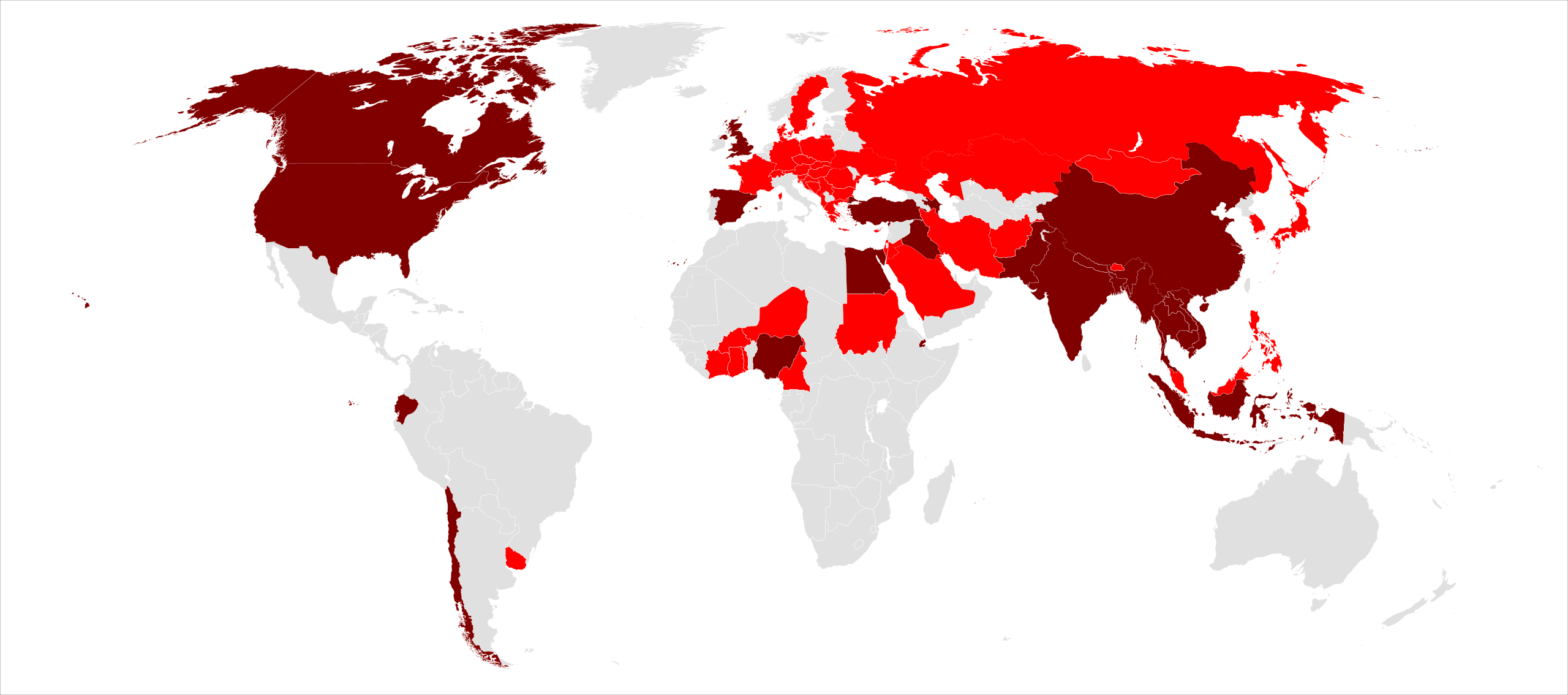
Pays touchés par le virus H5N1 en février 2007.
En rouge, les pays où le H5N1 a tué des oiseaux sauvages ou domestiques.
En bordeaux, les pays où le H5N1 a tué des humains.

Si la question de la grippe aviaire a rapidement mobilisé tant d'experts et d'organismes internationaux, dont l'ONU, l'Organisation mondiale de la santé et la FAO, c'est en raison d'une possible « humanisation » du virus H5N1, qui par ailleurs semble aussi dangereux que celui de la grippe de 1918, qui est aujourd'hui le seul auquel on puisse le comparer en termes de virulence. Il ne lui manque que la capacité d'infecter facilement l'humain.
En novembre 2004, Shigeru Omi, directeur régional de l'OMS estimait que les évaluations les plus prudentes font état de sept à dix millions de morts, mais le maximum pourrait être de cinquante millions ou même, dans le pire des scénarios, cent millions.
Fin décembre 2004, Klaus Stöhr et un autre expert de l'OMS déclarent En quelques mois, près de 30 millions de personnes auraient besoin d'être hospitalisées, un quart d'entre elles mourraient.
Le professeur Didier Houssin, délégué interministériel chargé de la lutte contre cette maladie, déclare le 17 octobre 2005 qu'une pandémie grippale est « inéluctable sans pouvoir en prévoir la date ». Un éventuel virus humanisé de la grippe aviaire devra en tout cas être « circonscrit en deux à quatre semaines », a rappelé un expert de l'OMS, « sinon il serait ensuite impossible à contenir ».
Le 17 janvier 2006, l'Institut de veille sanitaire  publie dans son bulletin hebdomadaire  qu'une pandémie grippale résultant d'une mutation d'un virus aviaire (H5N1 ou autre) pourrait atteindre entre 15 % et 35 % de la population française et serait responsable d'environ près 600 000 hospitalisations et 118 500 décès sont attendus en l'absence de traitement ou de vaccin.
Selon la Banque mondiale, il faudrait mettre en œuvre un budget d'un milliard et demi d'USD comme moyen de contrer la pandémie. De plus, si une pandémie devait se déclarer dans un pays mal préparé, le risque de réactions violentes est important, motivées par la panique, de la part de la population, notamment en ce qui concerne la distribution des masques et des antiviraux.
À titre d'exemple, le Québec a prévu que 1/3 des Québécois soient malades, que 2,6 millions de personnes soient infectées, que 1,4 million de malades nécessitent un médecin avec 34 000 hospitalisations et 8500 morts au maximum.

### Mesures préventives contre la pandémie

#### Recommandations des organismes internationaux

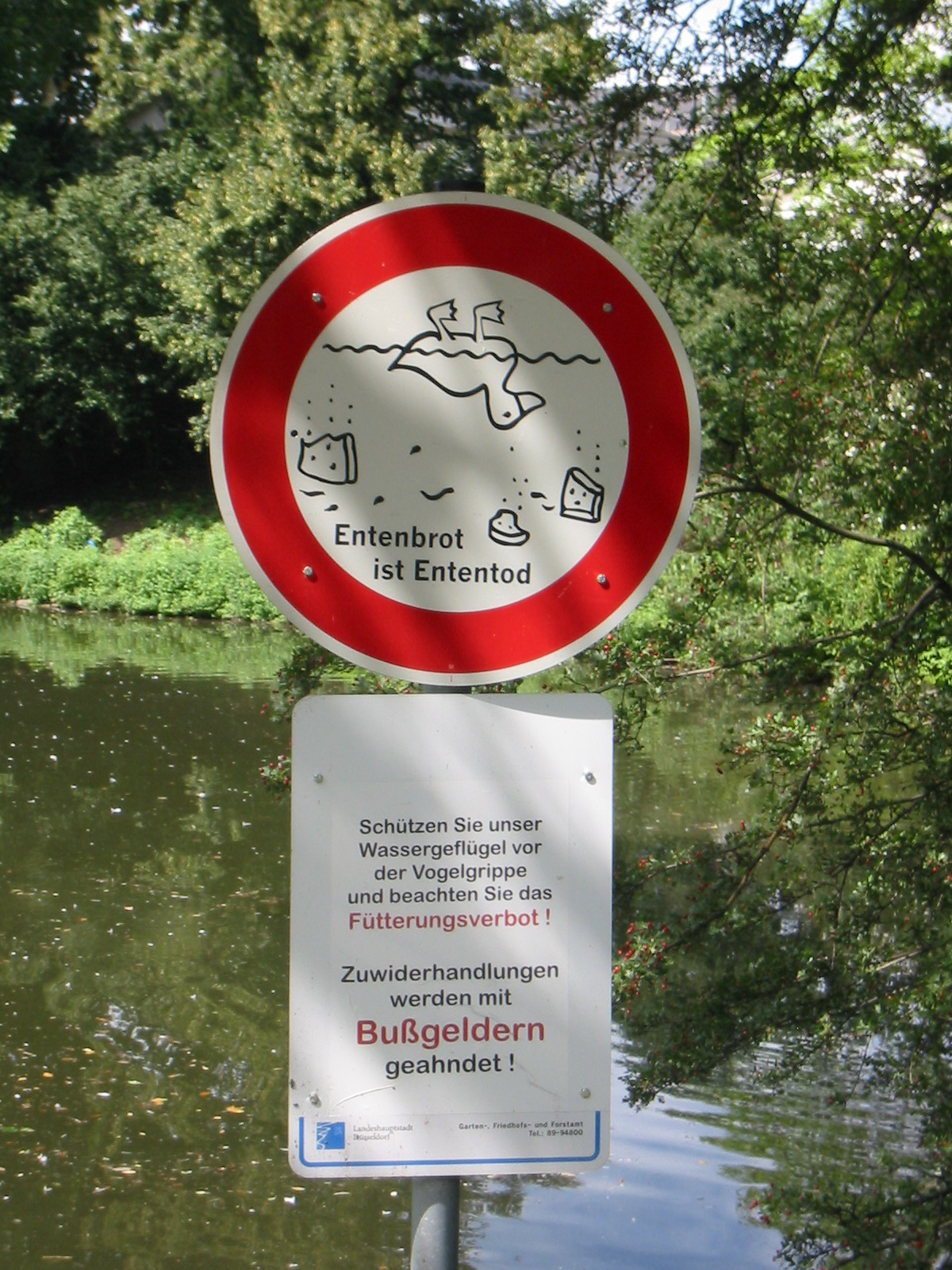
Panneau interdisant de nourrir les oiseaux dans un parc de Düsseldorf pour prévenir les risques liés à la grippe aviaire.

L'Organisation mondiale de la santé, l'FAO et l'OIE recommandent une vaccination des volailles et d'animaux de zoos et de faire suffisamment de stocks d'antiviraux pour pouvoir traiter au moins 25 % de leur population, afin de limiter la propagation du virus de la grippe aviaire au cas où une pandémie se déclencherait.

#### Décisions européennes
En février 2006, l'UE qui s'est notamment prononcée pour la mise en place d'un périmètre de quarantaine et de surveillance de 10 km autour des foyers suspects ou confirmés de la maladie chez des oiseaux sauvages ou de basse-cour, dans ce dernier cas, les volailles sont tuées dans un rayon de 3 km autour du foyer. Les vétérinaires européens ont estimé que des « zones-tampons » de la taille d'un département français ou d'une région devront être créées pour enrayer l'épizootie, comme cela a été fait avec succès pour des épizooties précédentes.
Le risque d'une persistance du virus et de foyers d'infections est plus grand dans les zones de l’UE où des populations importantes de canards et d'oies domestiques vivent. C'est le cas dans le delta du Danube où quatre millions de canards et quatre millions d'oies domestiques sont élevées en Roumanie avec des densités comparables à celles de zones asiatiques où le H5N1 est devenu endémique. Le pourtour de la mer Noire est une zone à risque ainsi 20 millions environ de canards sont élevés rien qu'en Ukraine.
Pour la saison 2021-2022, près de 46 millions d’animaux ont été tués dans l'Union européenne pour faire face à la grippe aviaire.

#### France
Pour faire face à une éventuelle pandémie, la France a prévu le dispositif suivant, financé par la Sécurité sociale :
- 200 millions de masques de protection ;
- 13,8 millions de traitements par oseltamivir (Tamiflu) ;
- 2 millions de doses d'un vaccin contre l'infection par le virus H5N1 vaccin qui théoriquement ne serait pas efficace contre un nouveau virus pandémique ;
- réserver la fabrication de 40 millions de doses du vaccin dès que la mutation du virus H5N1 serait connue, en cas d'émergence pandémique ;
- en février 2006 : à la suite de l'autorisation de l'UE de vacciner 900 000 oies et canards d'élevages de 3 départements : Vendée, Loire-Atlantique et Landes. Toute exportation ou expédition depuis la France de volailles issues d'élevages hébergeant des volailles vaccinées est interdite[46].

Une population déterminée d'animaux peut également être abattue pour endiguer une épidémie.
Le collectif "Sauve qui poule" est créé en 2017 « par des consommateurs et des éleveurs soucieux de défendre l’élevage de volailles plein-air et le bien-être de leurs animaux », « constitué suite à l'obligation de confiner les volailles ».
Entre l'automne 2021 et le printemps 2022, plus de 20 millions de volailles sont abattues « dans les élevages infectés ou de manière préventive pour stopper la progression du virus ». Les régions d'élevage, Pays de la Loire et Bretagne, épargnées jusqu'alors, sont particulièrement touchées.
En mars 2022, le ministère de l'Agriculture déclare avoir supervisé l'abattage de plus de 10 millions de volailles pour tenter de stopper l'épidémie de grippe aviaire alors localisée dans les Pays-de-la-Loire. C'est l'épisode le plus sévère qu'a jamais connu le pays.
Les petits élevages en agriculture biologique, généralement épargnés par l'épidémie, dénoncent cet abattage massif obligatoire réalisé sans véritable préparation. Ils organisent des manifestations soutenues par la Confédération Paysanne et déplorent que les arrêtés depuis novembre dernier les obligent à élever leurs animaux comme dans les élevages industriels, ce qui à leurs yeux est une tromperie vis-à-vis des consommateurs.
En novembre 2022, alors que depuis l'été plus de 770.000 animaux ont été abattus, le niveau de risque passe de « modéré » à « élevé », impliquant « le confinement automatique des bêtes dans tout le pays ».
La Confédération paysanne déplore que « la gestion sanitaire se limite une nouvelle fois à la claustration obligatoire généralisée et aux abattages préventifs massifs pour protéger les couvoirs et élevages de reproducteurs » et ne tienne pas compte de la spécificité et de la « résilience face à l’épidémie » de l'élevage en plein air.

#### Suisse
Le 12 novembre 2016, la Suisse est touchée par la grippe aviaire, en majorité chez les oiseaux. Le soir même, le journal de 19 h 30 de la (RTS) a interviewé le vétérinaire cantonal du canton de Vaud Giovanni Peduto. En 2022 la Suisse est à nouveau touchée.

## Autres articles sur le sujet
- Grippe aviaire chez l'animal : Cet article rappelle les définitions officielles de cette zoonose, dont pour l'Union européenne. Il liste trois types de souches, en évoquant leur pouvoir pathogène et évoque la notion de Classement phylogénétique des virus dits aviaires. Il traite de la fréquence connue ou supposée de la présence (éventuellement asymptomatique) du virus chez l'oiseau sauvage, chez d'autres espèces (dont mammifères).
- Éléments d'épidémiologie concernant la grippe : Cet article traite des origines et ancêtres des virus grippaux actuels, du rôle de réservoir joué par certaines espèces, mais aussi de la durée de vie du virus, de la durée d'incubation, du phénomène de contagion, de la localisation du virus dans l'organisme.
- Diagnostics et prophylaxie de la grippe aviaire : Cet article traite du diagnostic clinique (symptômes) pour diverses formes de grippe (suraiguës, aiguës, subaiguës, frustes ou asymptomatiques). Il évoque les différents types de lésions et le diagnostic différentiel (ce avec quoi il ne faut pas confondre la grippe aviaire en raison de symptômes proches ou semblables). Les Prophylaxies sanitaires et médicales y sont abordées, de même que certaines mesures de police sanitaire (en France).